# Centropogon saltuum
Centropogon saltuum är en klockväxtart som beskrevs av Franz Elfried Wimmer. Centropogon saltuum ingår i släktet Centropogon och familjen klockväxter. Inga underarter finns listade i Catalogue of Life.